# Ilha Kure

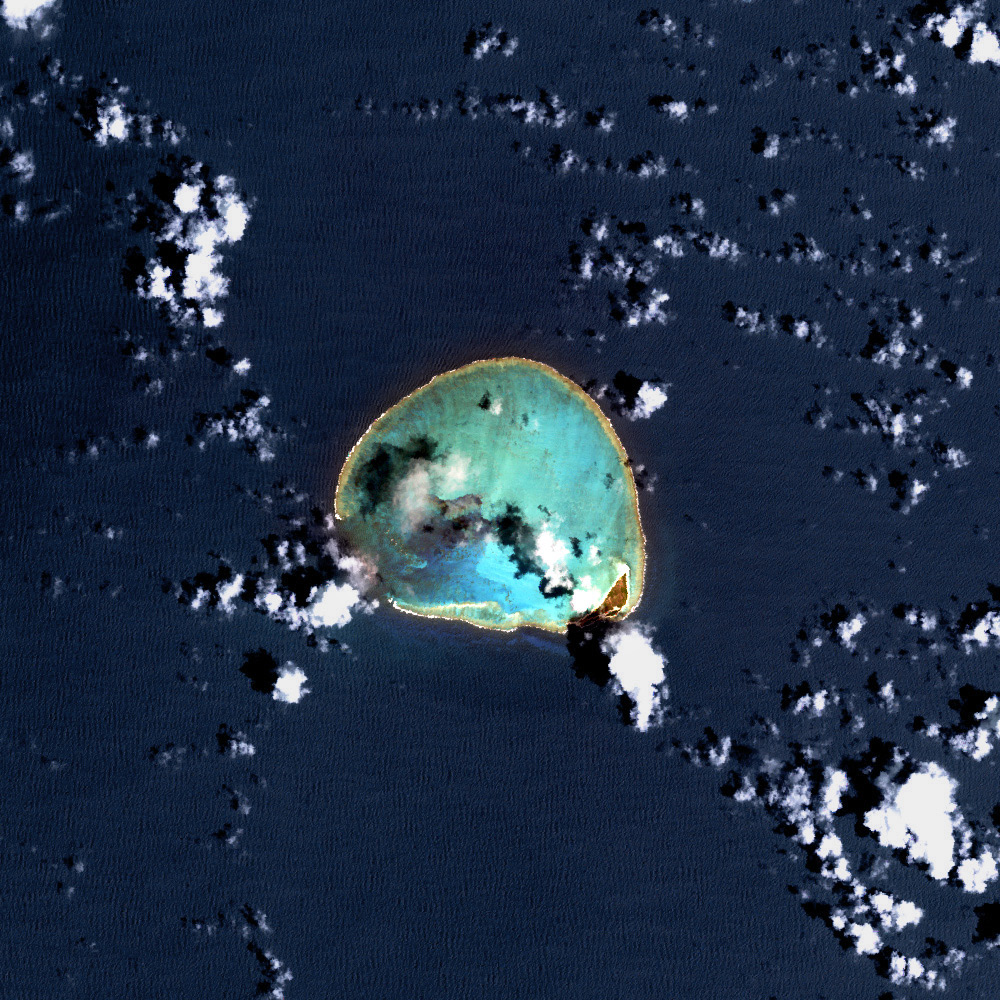
Imagem de satélite de Kure

A Ilha Kure é um atol desabitado no Havaí, Estados Unidos. Tem 213 acres (0,86 quilômetro quadrado) de área.